# 大场面遗址
大场面遗址，位于中国青海省同仁市保安乡下庄村，为青海省市县级文物保护单位，公布日期为1988年8月26日，类型为古遗址。
大场面遗址的历史年代为新石器时代。